# Retinne
Retinne is een dorp in de Belgische provincie Luik en een deelgemeente van Fléron. Het ligt net ten noorden van het centrum van Fléron. Tot 1 januari 1977 was het een zelfstandige gemeente.

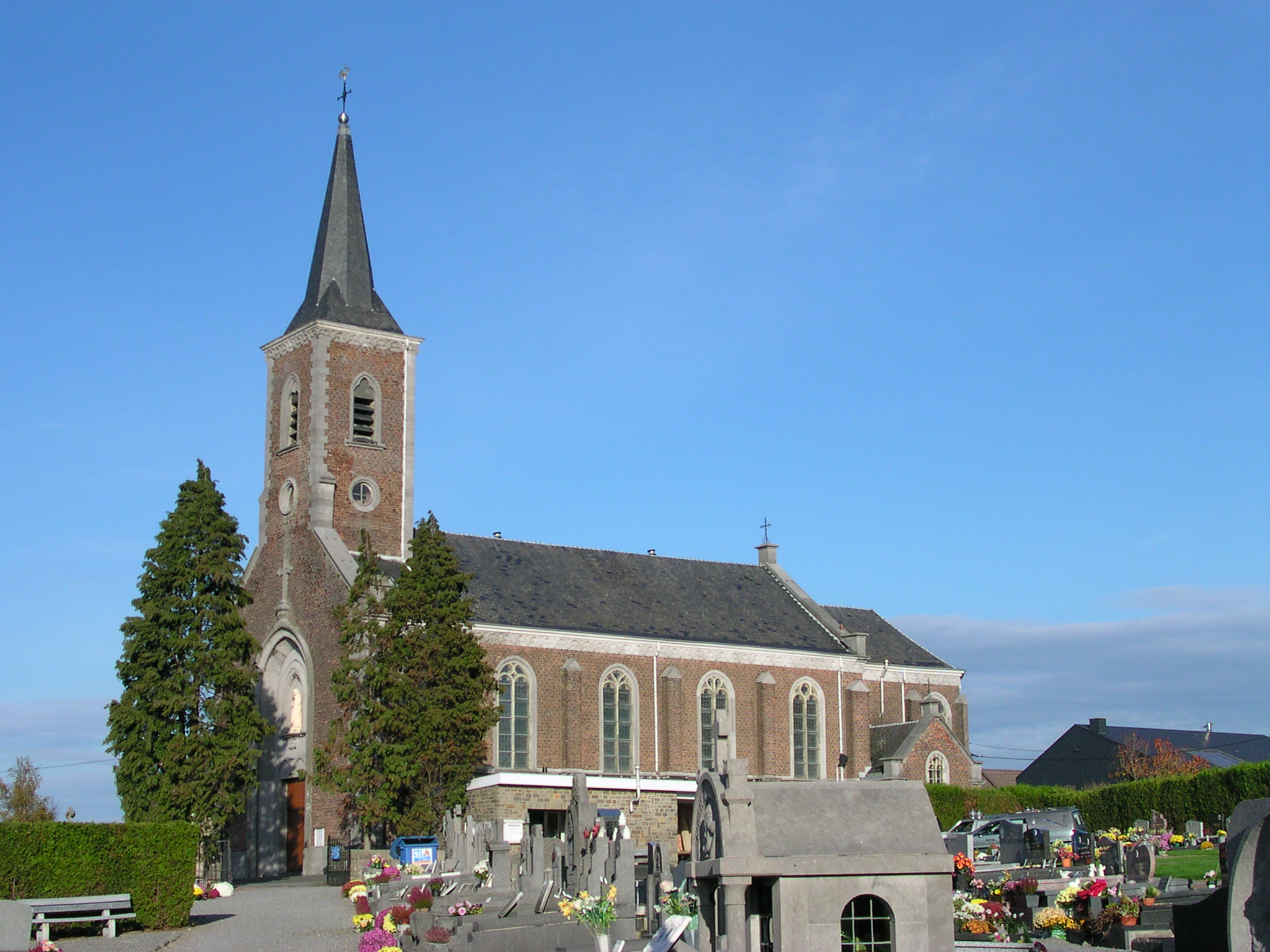
Sint-Julianakerk

## Geschiedenis
De heerlijke rechten van Retinne behoorden toe aan de palts van Meerssen. De Sint-Remigiusabdij van Reims verwierf in 968 deze palts en vormde die om tot de Proosdij van Meerssen, waar Retinne sindsdien van afhankelijk was. Pas einde 16e eeuw werd de heerlijkheid verkocht aan een particulier om in 1659 in bezit te komen van het Kartuizerklooster van Luik.
De Heilige Juliana van Cornillon werd in 1193 te Retinne geboren.
In Retinne was sprake van steenkoolwinning en dit had tot gevolg dat zich in de loop van de 20e eeuw vele Poolse gastarbeiders vestigden in Retinne. De Société anonyme du Charbonnage de Lonette was hier actief. Ten oosten van Retinne vindt men nog een terril.
Retinne maakte oorspronkelijk deel uit van de parochie van Fléron, en in 1682 werd in de buurtschap Liéry een aan Onze-Lieve-Vrouw gewijde kapel opgericht. In 1842 werd dit een hulpkerk en in 1845 werd de kapel vervangen door een parochiekerk: De huidige Sint-Julianakerk.

## Demografische ontwikkeling
- Bronnen:NIS, Opm:1831 tot en met 1970=volkstellingen, 1976= inwoneraantal op 31 december

## Bezienswaardigheden
- Sint-Julianakerk, gewijd aan de hier geboren heilige.
- Kruisbeeld van 1752 in de buurtschap Surfossé
- Diverse historische boerderijen en woonhuizen

## Natuur en landschap
Retinne ligt op het Plateau van Herve, op een hoogte van ongeveer 200 meter. Ten noordwesten van het dorp ontspringt de Julienne, die in noordwestelijke richting naar de Maas stroomt. Ten oosten van Retinne ligt een terril.

## Geboren in Retinne
- Juliana van Cornillon  (1193-1258), rooms-katholiek heilige

## Gestorven in Retinne
- Nicolas Lequarré (1833-1914), hoogleraar en wallingant

## Nabijgelegen kernen
Évegnée, Queue-du-Bois, Fléron, Ayeneux, Micheroux